# Museo della Rocca di Offagna

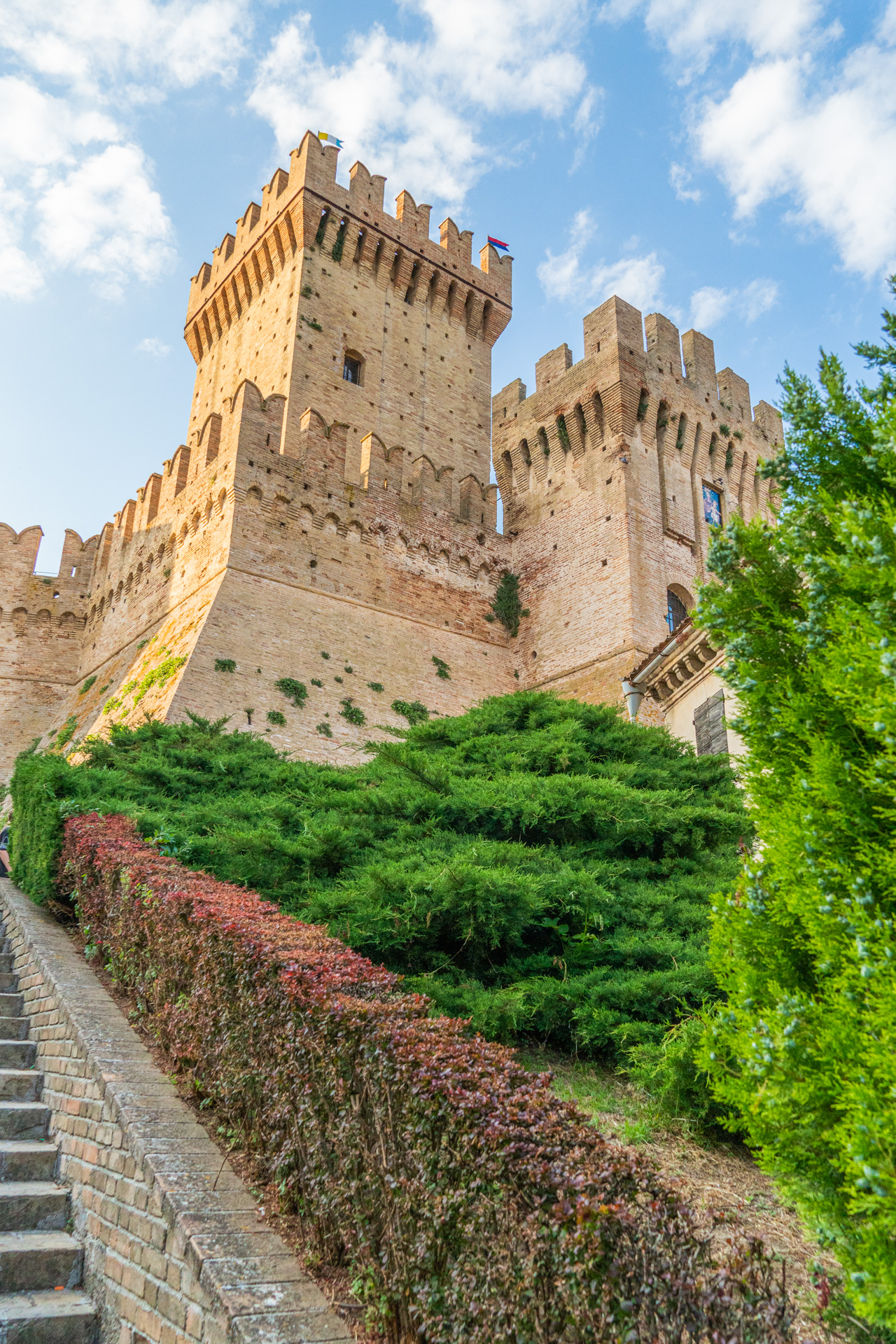
La Rocca di Offagna. Fortificazione militare del XV sec.

Il Museo della Rocca e delle armi antiche è parte del Polo Museale di Offagna, insieme al Museo di scienze naturali Luigi Paolucci e al Museo della Liberazione di Ancona. Il Museo è collocato nella Rocca di Offagna, una suggestiva fortificazione del XV secolo intorno alla quale si sviluppa l'intero borgo.

## La Rocca
La visita al Museo si svolge in a una suggestiva rocca a pianta quadrangolare con mastio e torri, eretta nel Quattrocento dagli anconetani sulla rupe tufacea di Offagna per difendersi dagli attacchi della vicina Osimo. La Rocca di Offagna ha fatto quindi parte dei Castelli di Ancona e oggi costituisce uno dei maggiori esempi di fortificazione in terra marchigiana. Costruita tra il 1454 e il 1456, a cavallo tra Medioevo e Rinascimento, attualmente tale edificio è visitabile nella sua interezza: il percorso museale infatti consente l'accesso a varie parti della struttura come la sala del pozzo, le segrete, il camminamento di ronda e il mastio. Dalla terrazza della torre di avvistamento si può godere poi di un panorama a 360° delle circostanti colline marchigiane e dei vicini centri storici, dagli Appennini fino alla riviera del Conero.

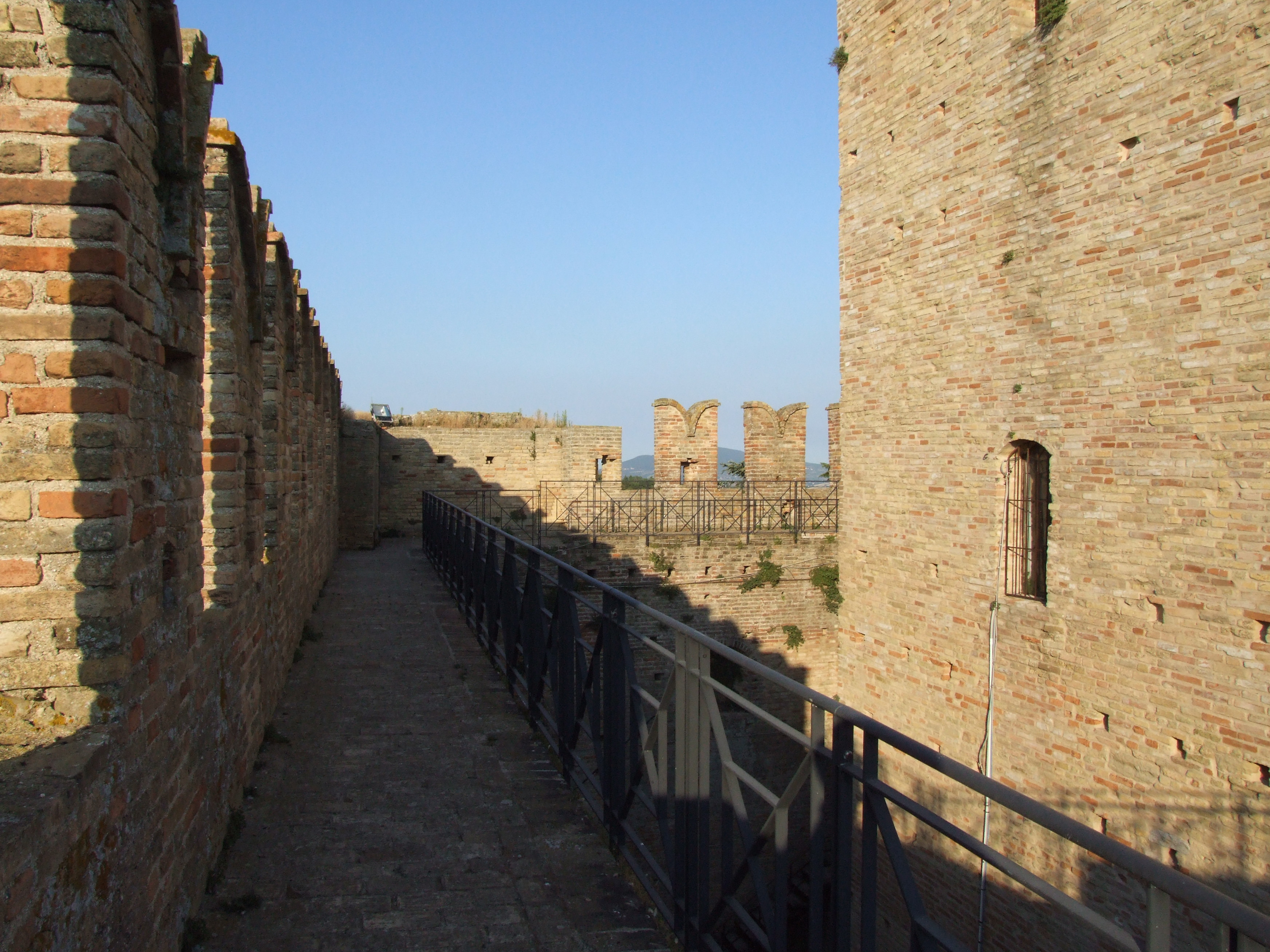
Camminamento di Ronda

## La Collezione
All'interno della Rocca di Offagna si può innanzitutto trovare un'interessante esposizione di armi antiche realizzata in collaborazione con l'Accademia di Oplologia e Militaria di Ancona ed i Musei di Stato della Repubblica di San Marino. I reperti presenti in questa collezione sono molto vari e portano i visitatori attraverso vari periodi storici, quello medievale ovviamente, ma anche in tempi più antichi grazie a testimonianze archeologiche risalenti ai Piceni e ai Romani.
Inoltre, all'interno della Rocca troviamo una mostra nata come temporanea, ma poi diventata permanente, una piccola collezione di armi del Far West americano. Di recente allestimento è poi una sala dedicata alle artiglierie.